# Todd Smallie

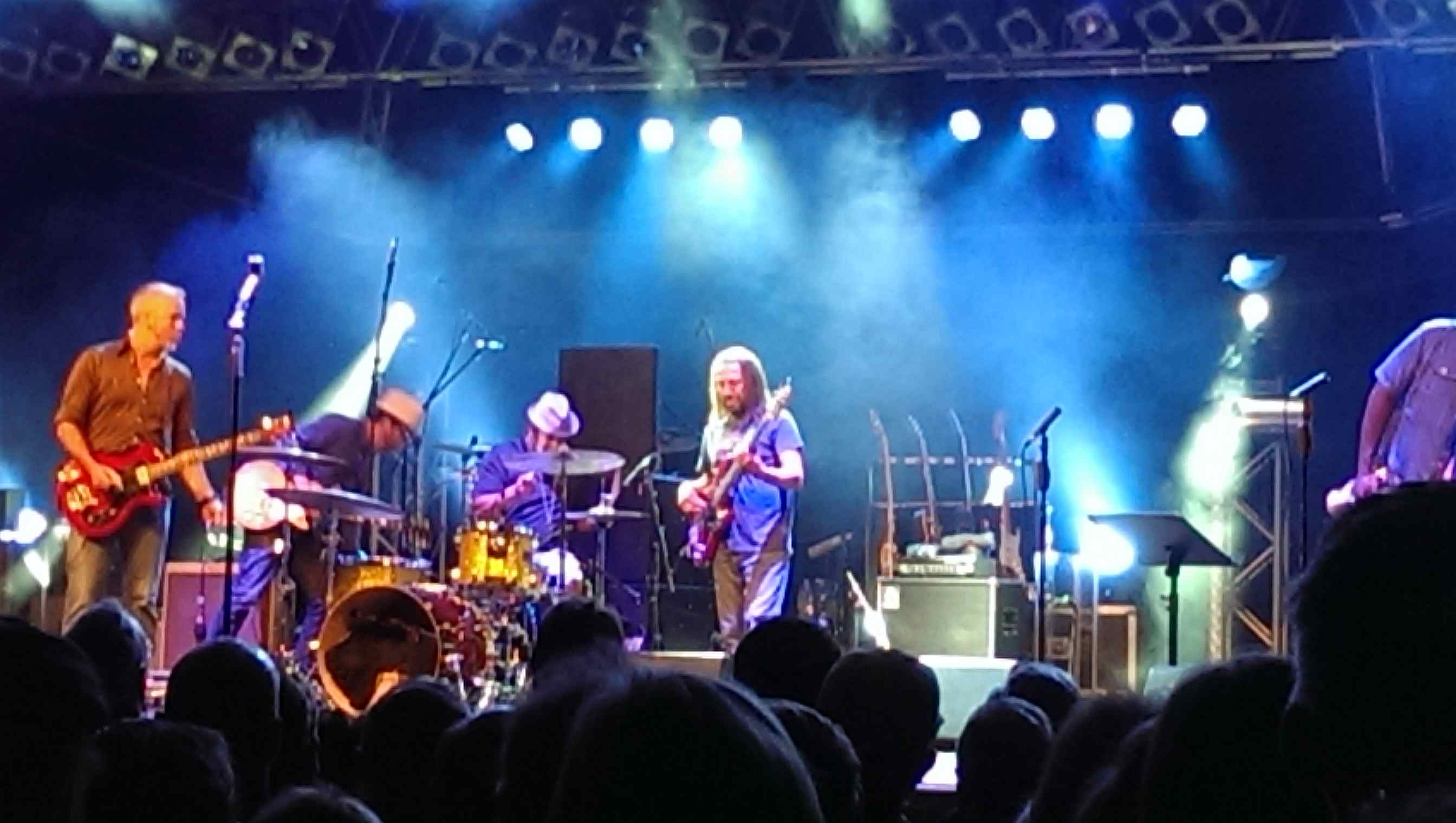
JJ Grey und Todd Smallie

Todd Smallie (* 16. August 1970 in St. Louis, Missouri) ist ein US-amerikanischer Bassist. Er lebt in Fort Collins, Colorado.

## Leben
Seine musikalische Karriere begann Ende der 1980er in Atlanta, Georgia. Nach einer Ausbildung am Atlanta Institute Of Music und Zusammenspiel mit vielen Musikern der damaligen Szene dort wurde er ab 1994 Bassist der Derek Trucks Band. Seit August 2010 ist er außerdem Bassist bei JJ Grey & Mofro.
Während bei der Derek Trucks Band der Stil einer freien Improvisation angestrebt wird, liegt der Fokus bei JJ Grey & Mofro eher darin, jedem Song einen perfekten Groove zu unterlegen.